# 空中愤怒
空中愤怒（英語：Air rage）是飞机乘客或机组人员的攻击性或暴力性行为，一般发生在飞行期间。空中愤怒通常源于乘客或机组人员对空中旅行的生理或心理压力，因而在飞机上无视航空规定、表达愤怒甚至施暴。但是空中愤怒并不等同于“机闹”，因为“机闹”的场所除航空器内部以外，也包括机场。酗酒往往是引发空中愤怒的一个因素。
尽管着陆以确保违规乘客下机很耗时间，会耽误其他旅客的行程，空中愤怒依然经常导致备降或计划外降落。因为与大型船舶等不同，飞机没有足够空间将影响航空安全的人员关在封闭区域直至抵达目的地。
空中愤怒的例子包括违反安全规定或实施可能危害飞行安全的行为。
空中愤怒通常局限在乘客舱内，但当行为人决定干扰飞机航行或介入飞机控制时，可以产生严重后果。一般来说，此类乘客无意实施恐怖行为，但在九一一袭击事件以后，由于民众对恐怖主义日渐担忧，干扰飞机航行的事件被严肃对待。

## 历史
1947年，从哈瓦那飞往迈阿密的航班上发生了第一起空中愤怒事件。一名醉汉袭击了另一位乘客及一位空乘人员。另一起早期空中愤怒事件发生在从安克雷奇飞往一座阿拉斯加沿海小城的航班上。
1963年以前，因为国际航线的司法管辖权尚不明确，违法者往往逃脱惩罚。1963年的《关于在航空器内的犯罪和犯有某些其他行为的公约》，规定了飞机注册国的法律优先适用。
自2007年国际航空运输协会收集乘客破坏性行为数据以来，空中愤怒事件有所增加。增加原因目前尚不明确，可能源于对人身安全的高度焦虑，或受侵入性安保措施的刺激。
2019冠状病毒病疫情爆发以后，媒体和美国联邦航空管理局都注意到空中愤怒事件增加。大多数空中愤怒事件中，旅客因不满口罩强制令而袭击其他旅客或航司人员。

## 原因
令人紧张的情境——例如时差问题、航班延误、烦人的旅客或机组人员——可能使乘客和机组人员产生空中愤怒。有飞机恐惧症的乘客容易产生空中愤怒。
研究表明，航班不同舱等（头等舱、商务舱、经济舱）之间的明显差距可能导致空中愤怒事件增加。
一些专家还指出，空中愤怒的主要原因是近几十年来经济舱设施质量下降、座位空间缩小。
空中愤怒可以是多种因素共同作用的结果。例如对一个害怕飞行的乘客来说，酒精或药物的滥用、尼古丁的戒断反应、他人的打扰，都可以是压垮骆驼的最后一根稻草，导致他的空中愤怒行为。
航空公司和机场提供酒精饮料，为乘客和机组人员酗酒提供了条件。空乘人员可以记录在飞机上提供给乘客的酒精饮料数量，许多国家也要求空乘人员拒绝向烂醉的旅客提供酒精饮料。但不管怎么做，都不可能确定乘客登机前喝了多少酒。分析有关空中愤怒事件（2000年-2020年）的网络媒体报道发现，在收集到的228起事件中，美国和英国占比最高，其中127起事件涉及饮酒。根据香港理大酒店及旅游管理学院的一项研究，西方航空公司的空中愤怒事件一半与饮酒有关。
亚洲航空公司的空中愤怒事件较为罕见，且发生原因主要是缺乏经验或不了解限制。中国的部分空中愤怒事件，由于社交媒体上图片或视频的曝光而成为传奇。一些乘客甚至会在飞机滑行时拉开舱门散发热空气，或向发动机投币以祈求好运。
有时，乘客因不遵守硬性规定或与空乘人员争吵而存在“破坏性”（英語：disruptive）。也有时，机组人员对乘客存在“破坏性”的裁断权，引起或恶化了空中愤怒事件，表现为机组人员不容忍或对抗乘客。例如，在2020年，美航某航班的机组人员就一名“破坏性”乘客报了警，仅因为该乘客抱怨部分航空公司员工不戴口罩。

## 情节
空中愤怒通常涵盖乘客或航空公司员工在飞机（广义上也可包括机场）内的行为：
- 暴力性、攻击性或破坏性行为[4][24][25][3][8]
- 威胁飞行安全、机组人员或乘客[2][7][8][26][27]
- 行为方式有危害飞行安全之嫌疑[2][7][8]
- 违反安全规定[2][7][8]
- 声称在飞机上装有炸弹或自称是怀有恶意的恐怖分子

其他可能影响机组人员或乘客舒适度的相关行为包括在机上吸烟、观看色情内容、机舱内性行为（如“高空俱乐部”）、对其他旅客进行不当性挑逗、厕所内性行为、对机组人员非礼和触摸、咆哮、醉酒、随地吐痰、人身攻击或着装不当。

## 处理空中愤怒
极不守规矩的乘客或机组人员必须加以约束。约束的方法多种多样，一些航空公司为此在飞机配置弹性约束带，其他旅客则会使用安全带、胶带、领带、鞋带或飞机上可用的任何东西限制犯案者。虽然美国不允许乘客被全身限制在所在席位或飞机的其他部位，只允许约束他们的身体部位，但是其他国家（如冰岛）允许将违反规定的乘客绑在座位上。
有时飞机必须变更航线以尽快处理违规者。

## 结果
在美国，无视航空规定的乘客或机组人员可能面临2.5万美元罚金，也可能处以有期徒刑。此外，航空公司有权禁止问题乘客乘坐任何由该航空公司执飞的航班。
在澳大利亚，民航安全局保留机组人员使用电棍制服违规乘客的权力。
在加拿大，根据《刑事法典》，飞机机长享有执法人员权力，可行使逮捕权。机长有权在飞机飞行时执行刑法条文或议会法案。
从2011年到2016年，韩国飞机上的非法行为数量增加了两倍多，大韩航空为此允许机组人员对暴力乘客使用电棍，并严禁曾经有不当行为的旅客搭乘大韩航空的任何航班。